# Kazimierz Paździor
Kazimierz Paździor (Radom, 4 de marzo de 1935  – Breslavia, 24 de junio de 2010) fue un boxeador amateur polaco. Compitió por el peso ligeroy ganó el título nacional en 1958 y 1960, el campeonato de Europa en 1959, y una medalla de oro en los Juegos Olímpicos de 1960. Se retiró en 1961 con el récord de 179 victorias, 3 empates y tan solo 12 derrotas.
Una vez retirado, Paździor trabajó como economista en una planta metalúrgica en su pueblo natal de Radom. A pesar de ello, después de retirarse de las competiciones, aún estuvo activo como entrenador de boxeo. En 1990 recibió el Premio de Boxeo Aleksander.